# Dionizije I. Sirakuški
Dionizije I. ili Dionizije Stariji (oko 432. pr. Kr. – 367. pr. Kr., grčki: Διονύσιος) bio je tiranin Sirakuze, poznat po tome što je osvojio niz gradova na Siciliji i u južnoj Italiji, smanjio utjecaj Kartage na sicilijanska zbivanja, učinio Sirakuzu najmoćnijim od svih zapadnih grčkih kolonija i osnovao grad Issa, prvi grad na području Hrvatske. Usprkos tim dostignućima, antički ga izvori opisuju kao sumnjičavog, osvetoljubivog, beskrupuloznog i okrutnog vladara, pa je najvjerojatnije upravo on najzaslužniji zbog toga što riječ tiranin danas ima pejorativno značenje.